# Xiqiao (socken i Kina, Inre Mongoliet)
Xiqiao (kinesiska: 西桥, 西桥乡) är en socken i Kina. Den ligger i den autonoma regionen Inre Mongoliet, i den norra delen av landet, omkring 630 kilometer öster om regionhuvudstaden Hohhot.
Genomsnittlig årsnederbörd är 625 millimeter. Den regnigaste månaden är juni, med i genomsnitt 162 mm nederbörd, och den torraste är januari, med 2 mm nederbörd.